# 堪察加河

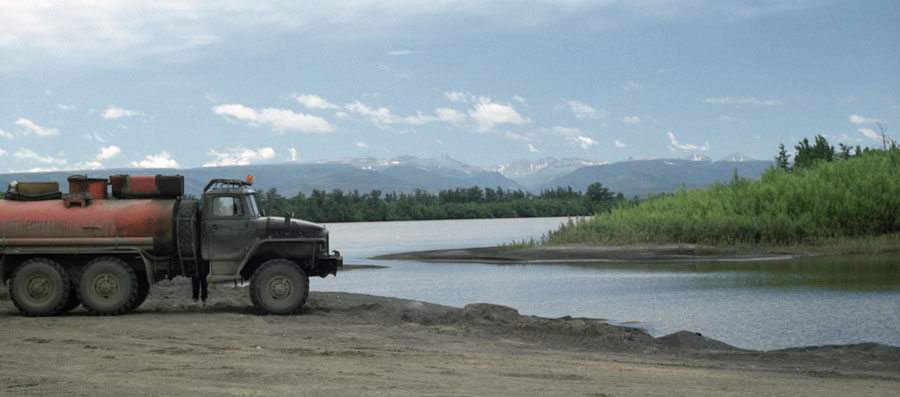
堪察加河

堪察加河是俄羅斯的河流，向東流經堪察加邊疆區進入太平洋，河道全長758公里。堪察加河盛產鮭魚，每年捕獲的鮭魚數目達數百萬。
56°14′N 162°30′E / 56.233°N 162.500°E